# Chorispora
Chorispora là chi thực vật có hoa trong họ Cải.